# جافوخير سوخيبوف
جافوخير سوخيبوف (1 مارس 1995 بأوزبكستان - ) هو لاعب كرة قدم أوزبكستاني في مركز الوسط. شارك مع منتخب أوزبكستان تحت 20 سنة لكرة القدم ومنتخب أوزبكستان لكرة القدم. أما مع النوادي، فقد لعب مع نادي باختاكور طشقند.

## وصلات خارجية
- جافوخير سوخيبوف على موقع الاتحاد الدولي (مؤرشف)  (الإنجليزية)
- جافوخير سوخيبوف على موقع إي إس بي إن إف سي (الإنجليزية)
- جافوخير سوخيبوف على موقع قاعدة بيانات كرة القدم.إي يو (الإنجليزية)
- جافوخير سوخيبوف على موقع Soccerway.com (الإنجليزية)